# Sant Sínode
En moltes de les esglésies ortodoxes autocèfales, el Patriarca és elegit. per un òrgan col·legial de bisbes anomenat Sant Sínode, Sínode Sagrat o Sínode Permanent, i que en les diferents esglésies deriva de l'antiga estructura sinodal del Patriarcat de Constantinoble.